# 越南白花风筝果
越南白花风筝果（学名：[Hiptage candicans var. harmandiana] 错误：{{Lang}}：文本有斜体标记（帮助））为金虎尾科风筝果属下的一个变种。

## 扩展阅读
- 維基物種上的相關：越南白花风筝果